# (18672) Ashleyamini
(18672) Ashleyamini (1998 FY65) – planetoida z pasa głównego asteroid okrążająca Słońce w ciągu 4,14 lat w średniej odległości 2,58 j.a. Odkryta 20 marca 1998 roku.